# Seekopf (Antarktika)
Der Seekopf ist ein 1300 m hoher Berg im ostantarktischen Königin-Maud-Land. Er ragt auf der Ostseite des Obersees im Otto-von-Gruber-Gebirge des Wohlthatmassivs auf.
Entdeckt und nach seiner geographischen Lage benannt wurde er bei der Deutschen Antarktischen Expedition 1938/39 unter der Leitung des Polarforschers Alfred Ritscher.